# Arcevia
Arcevia é uma comuna italiana da região dos Marche, província de Ancona, com cerca de 5 290 habitantes. Estende-se por uma área de 126 km², tendo uma densidade populacional de 42 hab/km². Faz fronteira com Barbara, Castelleone di Suasa, Genga, Mergo, Montecarotto, Pergola (PU), Rosora, San Lorenzo in Campo (PU), Sassoferrato, Serra de' Conti, Serra San Quirico.

## Demografia
| Variação demográfica do município entre 1861 e 2011                               |
|                                                                                   |
| Fonte: Istituto Nazionale di Statistica (ISTAT) - Elaboração gráfica da Wikipedia |